# Isaac Tichenor
Isaac Tichenor, född 8 februari 1754 i Newark i Provinsen New Jersey, död 11 december 1838 i Bennington i Vermont, var en amerikansk federalistisk politiker. Han representerade delstaten Vermont i USA:s senat 1796–1797 och 1815–1821. Han var guvernör i Vermont 1797–1807 och 1808–1809.
Tichenor utexaminerades 1775 från College of New Jersey (numera Princeton University), studerade juridik i Schenectady och inledde sin karriär som advokat i Bennington. Han var talman i Republiken Vermonts representanthus House of Representatives of the Freemen of Vermont 1783–1784.
Vermont blev 1791 USA:s 14:e delstat och Tichenor tillträdde som domare i delstatens högsta domstol. Han var domstolens chefsdomare 1794–1796.
Senator Moses Robinson avgick 1796 och efterträddes av Tichenor. Han avgick i sin tur följande år för att tillträda som guvernör. Tichenor efterträddes 1807 som guvernör av Israel Smith. Han tillträdde 1808 på nytt som guvernör och efterträddes 1809 av Jonas Galusha. Tichenor efterträdde sedan 1815 Jonathan Robinson i USA:s senat. Tichenor efterträddes 1821 som senator av Horatio Seymour.
Tichenor var församlingsledare i den lokala kongregationalistkyrkan i Bennington 1832–1834. Han gravsattes på Village Cemetery i Bennington.